# Зюзин, Игорь Юрьевич
Игорь Юрьевич Зюзин (род. 24 марта 1965, Шахты, Ростовская область) — российский общественный деятель и муниципальный служащий, глава Администрации города Новочеркасска с 9 декабря 2017 года.

## Биография
И. Ю. Зюзин родился 24 марта 1965 года в городе Шахты. В 1987 году окончил Азово-Черноморский институт механизации сельского хозяйства в. Зернограде, по специальности «Механизация сельского хозяйства», в 1997 году — Белгородский университет потребительской кооперации, по специальности «Юриспруденция».
Стаж муниципальной службы более 20 лет. С 1997 по 2003 год работал заместителем Главы Администрации Октябрьского района Ростовской области по жилищно-коммунальному хозяйству, строительству и промышленности. В 2003—2013 годах — первый заместитель Главы Администрации Октябрьского района Ростовской области по жилищно-коммунальному хозяйству, строительству и промышленности. С 2013 по 2017 год работал главой администрации города Зверево Ростовской области.
08.12.2017 решением Городской Думы № 234 И. Ю. Зюзин был назначен главой Администрации города Новочеркасска Член партии «Единая Россия».
16 октября 2019 года задержан Главным следственным управлением Следственного комитета Российской Федерации, по подозрению в совершении преступления, предусмотренного ч. 6 ст. 290 УК РФ (получение взятки в особо крупном размере).